# Collision Mitigation Brake System
Das Collision Mitigation Brake System (CMBS) ist ein Kollisionswarn- und Schutzsystem des Automobilherstellers Honda.
Der primäre Zweck des CMBS ist es, vor Auffahrunfällen zu schützen bzw. bei einem Auffahrunfall die Schäden an den Insassen zu minimieren.

CMBS ist ab einer Fahrzeuggeschwindigkeit von 15 km/h, einem Geschwindigkeitsunterschied von 15 km/h zum vorausfahrenden Fahrzeug aktiv und kann durch den Fahrer manuell deaktiviert werden. Weiterhin werden starke Lenkbewegungen als Ausweichmanöver interpretiert und das CMBS schaltet ab.
Das System wurde erstmals 2003 im japanischen Modell Inspire vorgestellt. Seit 2006 ist es serienmäßig in Deutschland im Legend verbaut. Seit Januar 2007 ist es in der dritten Generation des CR-V erhältlich, seit Juni 2008 wird das System auch in der nunmehr achten Generation des Accord angeboten.

## Funktionsweise
Das CMBS misst den Abstand zum vorausfahrenden Fahrzeug mittels eines Millimeterwellen-Radars. Dieser Radar verbirgt sich hinter dem Honda-Emblem im Kühlergrill und hat eine Reichweite von 100 m sowie einen Erfassungswinkel von 16° in Fahrtrichtung.
Der Radar misst den Abstand und die relative Geschwindigkeit zu dem vorausfahrenden Fahrzeug. Zusätzlich werden die Daten des Geschwindigkeits-, Gierraten- und Lenkwinkelsensor des eigenen Fahrzeuges ausgewertet. Aus den fahrzeugeigenen Daten errechnet das CMBS den weiteren wahrscheinlichen Pfad des Fahrzeuges. Mit dieser Information und den Informationen über das vorausfahrende Fahrzeug wird festgestellt, ob eine potentielle Gefahrensituation besteht. Wenn eine solche Gefahrensituation besteht, wird die TTC (engl. Time To Collision; Zeit bis zum Aufprall) errechnet. Diese TTC errechnet sich aus dem Abstand der beiden Fahrzeuge zueinander, dividiert durch die Geschwindigkeitsdifferenz beider Fahrzeuge.
Anhand des TTC werden drei Stufen unterschieden:

### Warnstufe 1
TTC ≈ 3 s
Im Informationsdisplay im Armaturenbrett erscheint die Anzeige „Bremsen“, zusätzlich wird mit einem akustischen Signal der Fahrer auf die Gefahrensituation hingewiesen.

### Warnstufe 2
TTC ≈ 2 s
Warnstufe 2 tritt ein, wenn sich der Abstand der Fahrzeuge weiter verringert. Zusätzlich zu den optischen und akustischen Signalen gibt das CMBS ein fühlbares Signal an den Fahrer. Dieses Signal wird durch mehrmaliges pulsierendes Anziehen und Lösen des Gurtes durch den Gurtstraffer realisiert. Es dient dazu, den Fahrer aus einem eventuellen Sekundenschlaf zu wecken.
Zusätzlich bremst das CMBS das Fahrzeug mit 25 % der vollen Bremsleistung ab. Betätigt der Fahrer jetzt die Bremse, wird dies vom CMBS als Notbremsung betrachtet und es aktiviert den Bremsassistenten, um das Fahrzeug optimal abzubremsen.

### Warnstufe 3
TTC < 1 s
Der Auffahrunfall kann nur noch durch das vorausfahrende Auto verhindert werden (sofortiges Beschleunigen oder Verlassen der Fahrspur).
Das CMBS bereitet die Insassen auf die bevorstehende Kollision vor. Dazu zieht es die Sicherheitsgurte der vorne sitzenden Personen an und bremst das Fahrzeug mit 60 % der maximalen Bremsleistung ab. Wird jetzt die Bremse vom Fahrer betätigt, leitet das CMBS (mit Hilfe des Bremsassistenten) eine Vollbremsung ein.